# 克洛德·尼贡
克洛德·尼贡（法語：Claude Nigon，1928年12月28日—1994年1月30日），法国男子击剑运动员。他曾代表法国参加1952年和1956年夏季奥林匹克运动会击剑比赛，其中1956年奥运会获得一枚铜牌。